# Bandeira de Tonga
 A bandeira nacional de Tonga consiste em um campo vermelho com um cantão branco carregado com uma cruz vermelha. Adotada em 1875 após ser oficialmente consagrada na constituição do país, ela tem sido a bandeira do Reino de Tonga desde aquele ano. A constituição estipula que a bandeira nacional nunca pode ser alterada.

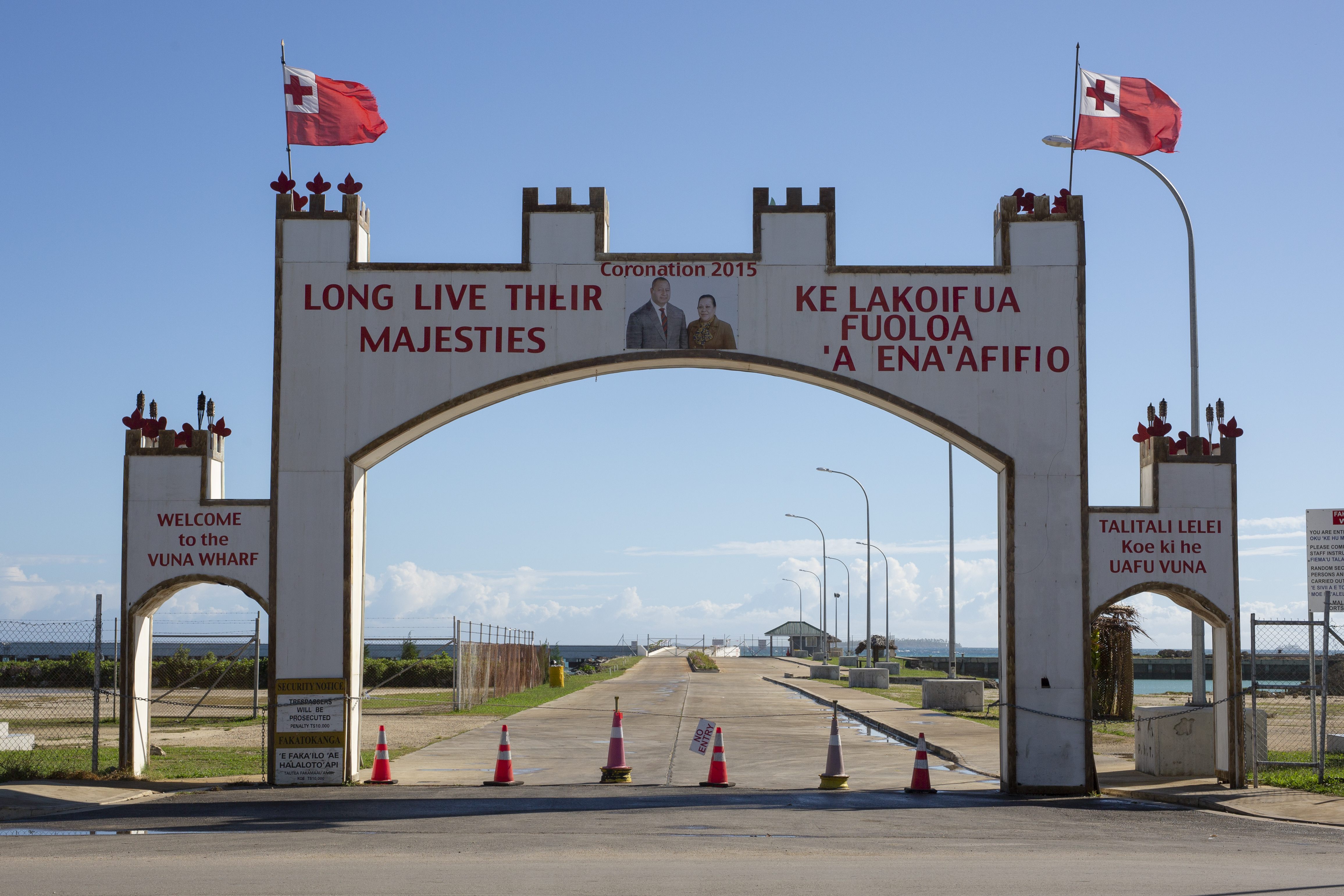
Bandeiras de Tonga hasteadas acima de um portão cerimonial para celebrar a coroação de Tupou VI

## História
Os britânicos chegaram a Tonga pela primeira vez no final do século XVIII, quando o capitão James Cook fez três visitas às ilhas entre 1773 e 1777. Aproximadamente cinquenta anos depois, missionários metodistas wesleyanos ingleses chegaram a Tonga e começaram a converter seu povo ao cristianismo. Em 1831, eles conseguiram converter o "chefe supremo" Taufa'ahau Tupou, que se tornou o Rei George Tupou I em 1845. Foi nessa época (por volta da década de 1840) que a primeira bandeira de Tonga foi adotada. Consistia em um campo branco com uma cruz (vermelha ou azul) nos quatro cantos e as letras "A" (em vermelho) e "M" (em azul) no centro, que simbolizam o rei.
Após sua ascensão ao trono, o rei procurou desenhar uma nova bandeira para a nação, uma que representasse o cristianismo.  Ele fez amizade com Shirley Waldemar Baker – um membro da missão tonganesa do Reino Unido que mais tarde se tornou o primeiro-ministro de Tonga – e eles trabalharam juntos para formular uma nova bandeira, brasão e hino nacional para Tonga. De acordo com Whitney Smith (Flags and Arms across the World, Maidenhead 1980), o designer-chefe foi o príncipe Uelingatoni Ngu Tupoumalohi. O novo design assemelhava-se ao British Red Ensign, no sentido em que três quartos dele consistiam em um campo vermelho simples, com um "cantão distinto" destacado na seção superior do mastro; isso foi usado pela primeira vez em 1866. Uma nova constituição para o reino foi formulada e proclamada em 4 de novembro de 1875. Codificou o novo desenho da bandeira, e marca quando foi adotada como bandeira nacional. Nos termos do artigo 47 da Constituição, a bandeira “nunca poderá ser alterada” e “será sempre a bandeira” de Tonga.

## Projeto

### Simbolismo
As cores e os símbolos da bandeira carregam significados culturais, políticos e regionais. A cruz vermelha faz alusão ao cristianismo, a religião praticada por aproximadamente 97% da população do país. É uma das 28 bandeiras nacionais que contêm símbolos abertamente cristãos.  O branco simboliza a pureza, enquanto o vermelho evoca o sacrifício do sangue de Jesus Cristo, que foi derramado durante a sua crucificação.

Bandeira de folha de construção

### Semelhanças
O design anterior da bandeira apresentava um campo branco simples carregado com uma cruz vermelha. No entanto, descobriu-se mais tarde que esta bandeira era quase idêntica ao emblema da Cruz Vermelha Internacional, que havia sido adotado em 1863. Como resultado desta descoberta, a bandeira de Tonga foi colocada no cantão de um campo vermelho, levando ao desenho atual da bandeira. O desenho anterior, no entanto, continua sendo um símbolo nacional de Tonga. A bandeira atual de Tonga também tem algumas semelhanças com as bandeiras da Suíça e da Geórgia.

## Galeria
- Bandeira dos Serviços de Defesa de Tonga
- Alferes do Serviço Alfandegário
- Alferes da Quarentena
- Bandeira piloto, que é semelhante à bandeira polonesa

### Bandeiras históricas
- Descrição vexilológica Tongatapu (1845–1862)
- Descrição vexilológica Tonga (1862–1866)
- Descrição vexilológica Estandarte Real de Tonga (1862–1875), semelhante à Reichskriegsflagge